# Donte DiVincenzo
Donte DiVincenzo (ur. 31 stycznia 1997 w Newark) – amerykański koszykarz, występujący na pozycji rzucającego obrońcy, obecnie zawodnik Minnesota Timberwolves.
W 2015 wystąpił w meczu gwiazd amerykańskich szkół średnich - Jordan Classic Regional. W 2017 wziął też udział w turnieju Adidas Nations Counselors.
10 lutego 2022 trafił w wyniku wymiany do Sacramento Kings. 8 lipca 2022 został zawodnikiem Golden State Warriors. 8 lipca 2023 dołączył do New York Knicks. 29 września 2024 w ramach wymiany przeszedł do Minnesota Timberwolves.

## Osiągnięcia
Stan na 25 września 2023, na podstawie, o ile nie zaznaczono inaczej.
NCAA
- Mistrz:
  - NCAA (2016, 2018)
  - turnieju konferencji Big East (2017, 2018)
  - sezonu regularnego Big East (2016, 2017)
- Uczestnik turnieju NCAA (2016–2018)
- Most Outstanding Player (MOP=MVP) NCAA Final Four (2018)[6]
- Najlepszy rezerwowy konferencji Big East (2018)
- Zaliczony do I składu:
  - NCAA Final Four (2018 przez Associated Press)[7]
  - najlepszych pierwszorocznych zawodników Big East (2017)
  - turnieju Battle 4 Atlantis (2018)

NBA
- Mistrz NBA (2021)